# Val de Seine

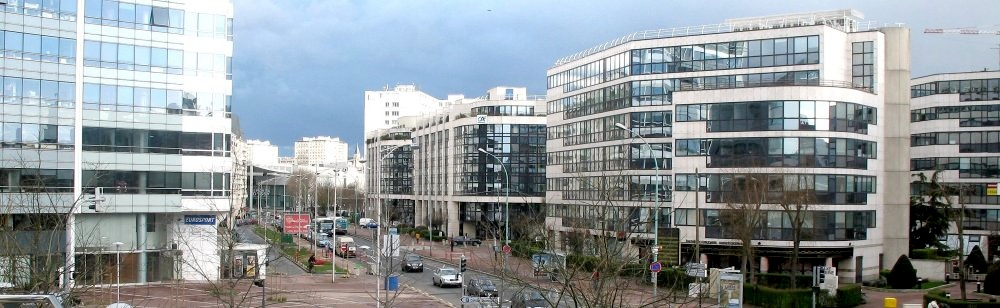
Val de Seine

Val de Seine is een zakenwijk in de regio Parijs. Hiermee wordt bedoeld het gebied in het zuidwesten van Parijs langs een boog van de Seine, dat in principe de gemeenten Boulogne-Billancourt en Issy-les-Moulineaux omvat en zich uitstrekt tot in het 15e arrondissement van Parijs. Het gebied was in de 20e eeuw vooral een industriegebied en specialiseerde zich vanaf 1980 in de communicatiesector. De meeste Franse televisiebedrijven hebben hier hun hoofdkantoor: TF1, France Télévisions, Arte, Canal+, TPS, Eurosport, France 24.